# 日比野音療研究所

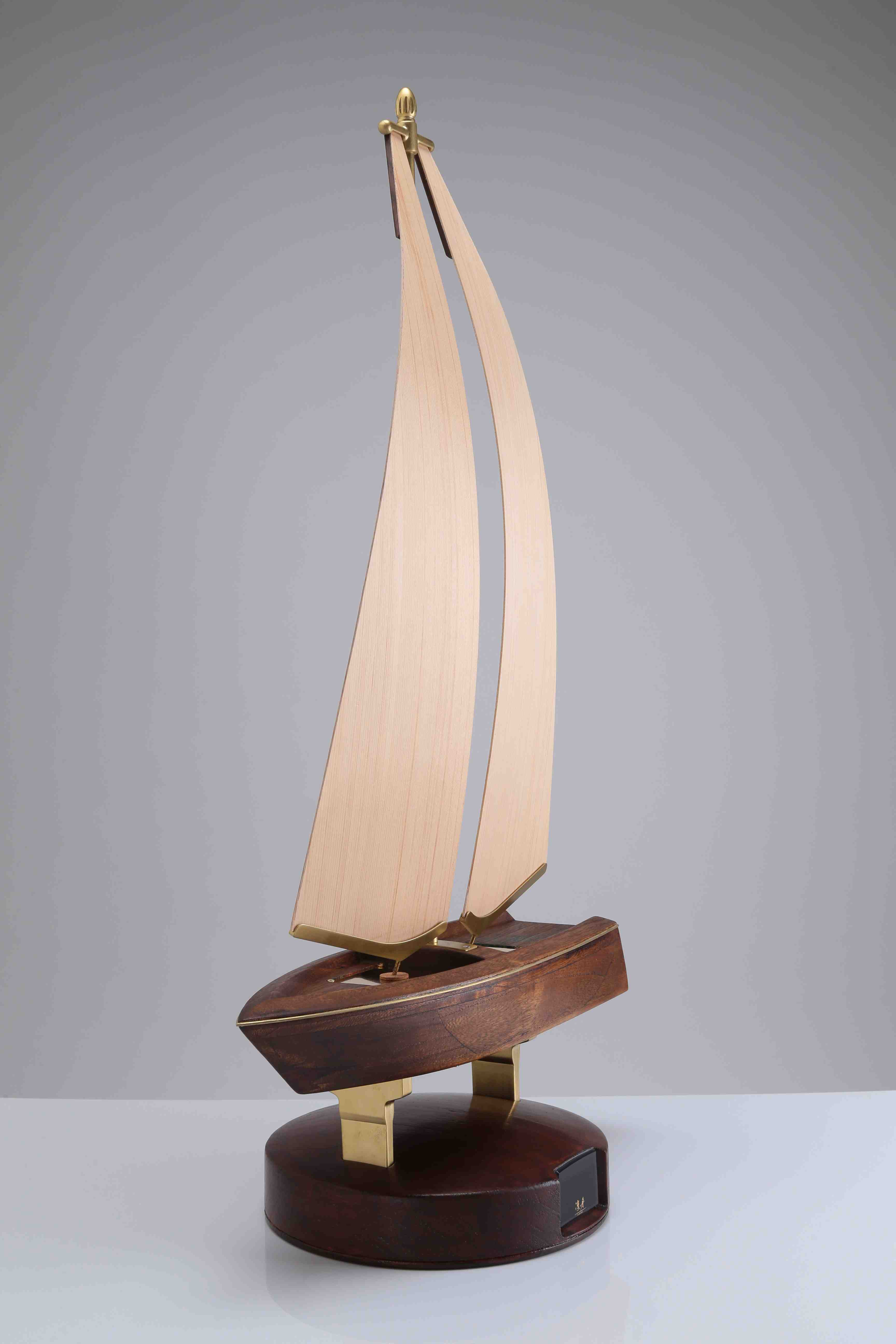
トータル・サウンドケア・システム「凛舟」

日比野音療研究所（ひびのおんりょうけんきゅうしょ）は、新潟県新潟市中央区に本社を置く企業。音響に関する研究、音楽コンテンツの製作・販売、音響製品の製造・販売を主な事業としている。

## 概要
作曲家・サックスプレイヤーである日比野則彦が、音楽療法の研究を目的として2008年12月に設立。同研究所が製作した音源は「HSTL」(Hibino Sound Terapy Lab) レーベルで販売されており、iPhoneアプリ「眠りの為の処方箋」は2011年9月までに全世界で28万ダウンロードを達成している。
長岡技術科学大学（カオス・フラクタル情報数理工学研究室）と共同研究を行っており、同大学の脳機能計測の専門家、中川匡弘教授らの研究で、日比野音療研究所が製作した（通常人間には聞えない高周波成分を含む）音源およびそれを再生できるオーディオシステムを使って被験者に聞かせたところ、心地よさを感じたという実験結果が得られたと発表されている。
2014年9月3日にそれらの研究結果を具現化したシステム「凛舟（りんしゅう）」を発表。湾曲板を増幅装置とした帆船型のスピーカーに、オリジナルのハイレゾ音源と再生装置、デジタルアンプを組み合わせている。発表・発売に先立ち、一部の医療機関で同システムが試験導入されて一定の効果を挙げている。